# Encarsia citrina
Encarsia citrina is een vliesvleugelig insect uit de familie Aphelinidae. De wetenschappelijke naam is voor het eerst geldig gepubliceerd in 1891 door Craw.